# Produbljeni intervju
Produbljeni intervju (engl. in-depth interview), tehnika kvalitativnog istraživanja koja omogućuje razgovor između dviju osoba. On može odvesti do povećanog uvida u ljudske misli, osjećaje i ponašanje o važnim pitanjima. Ovakva vrsta intervjua često je nestrukturirana, te stoga dopušta intervjuistu da potakne informatora (odgovaratelja) da govori podrobno o interesnoj temi.
Produbljeni intervju koristi fleksibilan pristup intervjuu. Njegov cilj je postaviti pitanja koja će objasniti razloge koji čine pozadinu problema ili običaja u ciljnoj grupi. Tehnika se može koristiti za prikupljanje ideja i informacija, te za razvoj materijala koji mogu spriječiti/potaknuti ispitivana ponašanja.
Jedan od učinkovitih načina razumijevanja razloga koji čine pozadinu problemskih ponašanja je produbljena analiza. U nekim proučavanjima područja u kojima se metoda može koristiti uključuju:
U pilot proučavanjima za stvaranje ideja.
Za pribavljanje veće dubine informacija o temi zanimanja kao dodatak podacima dobivenima iz drugih metoda, npr. strukturiranog upitnika.
Za procjenu učinaka intervencija na stavove i vjerovanja.
Intervjuist mora biti visoko uvježban u motivacijske tehnike, te općenito koristi nestrukturirani upitnik ili predmetnu skicu kako bi omogućio da odgovaratelj reagira na interesna područja.